# Isse punctata
Isse punctata là một loài bọ cánh cứng trong họ Cerambycidae.